# Anthocercis genistoides
Anthocercis genistoides ist eine Pflanzenart aus der Gattung Anthocercis in der Familie der Nachtschattengewächse (Solanaceae). 

## Beschreibung
Anthocercis genistoides ist ein aufrechter, mit Stacheln besetzter Strauch mit einer Wuchshöhe von bis zu 3 m. Er kann nahezu ohne Laub auftreten und ist meistens unbehaart. Die Laubblätter sind schmal elliptisch bis linealisch oder umgekehrt eiförmig, aufsitzend und meist 5 bis 30 mm lang und bis zu 2 mm breit. Sie sind ganzrandig und in der Jugend mit vorwiegend drüsigen Trichomen behaart. 
Die Blüten stehen in endständigen oder achselständigen Zymen an 2 bis 6 mm langen Blütenstielen. Der Kelch erreicht eine Länge von 1,5 bis 3,5 mm und ist auf der Innenseite behaart. Die Krone wird 8 bis 25 mm lang, ist ebenfalls auf der Innenseite behaart und weiß bis creme-weiß oder selten blassgelb gefärbt, sie weist Streifen von kastanienbrauner, purpurner, brauner oder grüner Färbung auf. Die Kronlappen sind schmal dreieckig oder linealisch und werden 4 bis 20 mm lang, an den Spitzen sind sie drüsig. Die Staubblätter erreichen eine Länge von 2,5 bis 4 mm. 
Die Frucht ist eine elliptische Kapsel mit einer Länge von 6 bis 8 mm, die Samen werden 2 mm lang.

## Verbreitung und Standorte
Die Art ist ein Endemit des südwestlichen Western Australia. Sie wächst dort in verstreuten Populationen, die meist in Verbindung mit Granitaufschlüssen in sandigen bis sandig-lehmigen Böden stehen.

## Nachweise
- R. W. Purdie, D. E. Symon und L. Haegi: Anthocercis genistoides. In: Solanaceae, Flora of Australia, Band 29, Australian Government Publishing Service, Canberra, 1982. S. 11. ISBN 0-642-07015-6.